# Нове Мјасто над Пилицом
Нове Мјасто над Пилицом (пољ. Nowe Miasto nad Pilicą) град је у Пољској у Војводству мазовском. По подацима из 2012. године број становника у месту је био 3980.

## Становништво
| 2012. |
| ----- |
| 3.980 |